# Victor Atanasie Stănculescu
Victor Atanasie Stănculescu, född 10 maj 1928 i Tecuci i Galați, död 19 juni 2016 i Ghermâneşti i Ilfov, var en rumänsk general som framförallt var verksam under kommunisttiden. Han var general under diktatorn Nicolae Ceaușescus tid vid makten. I december 1989 fick Stănculescu en viss betydelse i den rumänska revolutionen då han lät bli att stoppa revolutionen. Den 25 december var han med och organiserade rättegången och avrättningen av både Nicolae Ceaușescu och hans fru Elena.
Under senare år har Stănculescu anklagats för beskjutningar mot demonstranter i Timișoara den 16 december 1989. 2008 dömdes Stănculescu till fängelse för grovt vållande till annans död i samband med beskjutningarna i Timișoara.